# 보성녹돈
보성녹돈(寶城綠豚, Boseong Nok Don)은 1997년 개발한 녹차 발효사료를 돼지에게 급여하여, 돼지고기의 콜레스테롤 및 지방의 함량 및 누린내를 낮춘 기능성 돼지고기이다. 국내에서 녹차로 유명한 보성군 녹차를 먹은 돼지라는 뜻으로 보성녹돈이다. 보성녹돈을 개발을 완료 후에 발효사료 특허(기능성 발효 녹차 복합 생균제 및 이의 제조방법)와 사료 급여 특허(사육 단계별 양돈 사료 급여 프로그램) 등의 특허인증을 받은 돈육이다.
- 1997–1998: ‘보성녹돈’ 개발 → 보성녹돈영농조합 출범(조합장: 김영백). 위키백과
- 2000년~2014년 : 농협중앙회, GS리테일, 롯데마트, 신세계그룹 등 대형업체 거래
- 2001.11.19: 브랜드전 소개 기사에 ‘보성녹돈’ 콘셉트 명시(녹차 사료·누린내 감소). Agrinet
- 2008.05.22: 국립축산과학원 심포지엄 토론자: 김영백 조합장, 기능성 축산물 제도·연구 논의. 국립축산과학원
- 2009.06.25 / 2009.07.04: 전남도 광역브랜드 선정 공식 발표(전년도 매출 360억→2011년 1,200억 목표 등 계획 포함). 뉴스와이어축산신문
- 2011년 : 친환경 농산물 인증
- 2011.04.21: 보성지역 ‘녹차돼지’ 브랜드 통합(보성농협녹돈) 추진, 사양·종돈·유통 일원화 방침. 식품외식경제
- 2012년~현재 : 전국 브랜드육 소비자 선호도 최상위권 1~3위권 유지
- 2013~2014: 업계지 인터뷰/특집에 **김영백(초록에㈜)**의 기능성 축산물 기획·유통 역량 소개. AFL News+1
- 2014년 : 축산물 브랜드 경영체 한돈부문 성과 (출하돈수기준) 전국 6위[1]
- 2020.05.03: CU 편의점 제품 6종 출시—지역 특산 활용(보성녹돈·보성녹차). 중도일보
- 2020년 : 부분육 수출 (인도, 홍콩 협력)
- 2022.10.06: 맥도날드 ‘보성녹돈 버거’ 공식 기사(영문) 게재. 코리아타임스
- 2023년 : (주)글로벌녹돈 출범

- 1997년: ‘보성녹돈’ 개념(녹차 발효사료 급여 돈육) 개발로, 소개됩니다. 1998년 ‘보성녹돈영농조합’ 출범, 조합장: 김영백 http://www.aflnews.co.kr/news/articleView.html?idxno=835
- 2001년: ‘우리 축산물 브랜드전’ 자료에 ‘보성녹돈’이 녹차 사료 급여, 누린내 감소 콘셉트로 소개됩니다. Agrinet http://www.agrinet.co.kr/news/articleView.html?idxno=1297&utm_source=chatgpt.com
- 2008년 5월 22일: 국립축산과학원/기능성축산물연구회 심포지엄에 **김영백 조합장(보성녹돈영농조합)**이 토론자로 참여 공지. 국립축산과학원 https://www.nias.go.kr/front/prboardView.do?boardSeqNum=1784&cmCode=M090814150850297&columnName=&currPage=235
- 2009년 6월 25일/7월 4일: 전남도, ‘보성녹돈’을 광역(지역) 대표 양돈브랜드로 선정(공식 보도자료 및 업계지 보도).   뉴스와이어: https://www.newswire.co.kr/newsRead.php?no=413469  축산신문: https://www.chuksannews.co.kr/news/article.html?no=53142
- 2011년 4월 21일: **보성 농협 주도 ‘보성농협녹돈’**으로 통합 추진 보도(사료·종돈·유통 일원화).   식품외식경제: http://www.foodbank.co.kr/news/articleView.html?idxno=27883
- 2013년 전후: 업계지(농수축산신문) 프로필·특집에서 **김영백(초록에㈜ 대표)**가 보성녹돈·녹색돼지·녹색오리 등 기능성 축산물로 소개. AFL News: http://www.aflnews.co.kr/news/articleView.html?idxno=95380
- 2020년 5월: 보성군×BGF리테일 CU 편의점 간편식에 ‘보성녹돈’ 적용 보도. 중도일보 https://m.joongdo.co.kr/view.php?key=20200503010000211
- 2022년 10월 6일: 맥도날드 ‘보성녹돈 버거’ 출시로 전국적 인지도 재확인. 코리아타임스 https://www.koreatimes.co.kr/business/companies/20220629/mcdonalds-korea-introduces-second-locally-sourced-burger

1. 전남도, ‘보성녹돈’ 지역 대표 브랜드로 육성 / 뉴스와이어(전남도청) / 2009.06.25   전남도가 보성녹돈을 광역브랜드로 선정, 농가 확대·사양 통일·2차 가공공장 계획 등 구체 로드맵 공표. 대표: 김영백 표기. 뉴스와이어
2. 전남도 ‘보성녹돈’ 광역브랜드 선정 / 축산신문 / 2009.07.04   업계지에 동일 내용 재확인(매출 목표, 코스닥 상장 추진, 사양 프로그램 통일 등). 축산신문
3. 보성 ‘녹차돼지’ 통합브랜드로 출범 / 푸드뱅크 / 2011.04.21   보성농협이 관내 ‘녹차돼지’ 브랜드를 **‘보성농협녹돈’**으로 통합, 사양·종돈·유통 일원화 추진. 브랜드 관리 체계 변화 근거. 식품외식경제
4. 국립축산과학원 보도자료(심포지엄) / 국립축산과학원 / 2008.05.22   기능성 축산물 제도 심포지엄 토론자: 김영백(보성녹돈영농조합장) 명시. 정책·학술 네트워크 참여 근거. 국립축산과학원
5. 2001 우리축산물 브랜드전–주요 브랜드 소개 / 농업인신문(agrinet) / 2001.   ‘보성녹돈’이 녹차 사료 급여 콘셉트로 초기부터 정체성 확립됨을 보여줌. 초기 스토리 근거. Agrinet
6. 김영백 초록에(주) 대표이사 – 인터뷰/프로필 / 농수축산신문(AFL뉴스) / 2013~   김영백 대표가 보성녹돈/녹색돼지/녹색오리 등 기능성 축산물로 소개. 개인의 업력·역량 근거. AFL News+2AFL News+2
7. 전남도, ‘보성녹돈’ 광역브랜드로 육성(동일 건) / 코리아디지털뉴스 / 2009.06.25   동일 공지의 2차 출처. 레퍼런스. koreadigitalnews.com
8. 녹차먹고 자란 돼지 간편식… CU 진출 / 중도일보 / 2020.05.03   보성군×BGF 리테일 협약으로 보성녹돈 활용 간편식 6종 출시. 지속적 소비자 접점 근거. 중도일보
9. McDonald’s taps Boseong Nokdon / The Korea Times / 2022.10.06 보성녹돈 버거 출시 보도—전국 브랜드 인지도 확인 가능. 전국적 레퍼런스. 코리아타임스
10. 보성녹돈, 전남 광역 브랜드 선정(동일 건) / 뉴스데일리 / 2009.06.25   공식 보도자료의 또 다른 배포처. 교차 확인. 뉴스데일리

## 특징
보성녹돈은 보성군의 특산물인 녹차를 급여한 돈육이다. 전용 사료를 급여하여 개발한 프리미엄 기능성 돈육이다. 개발 당시 90년대에 돼지에게 사료만 급여하는 전통적인 사육 관행을 깨고, 수년간의 연구 끝에 세계최초 녹차 발효사료를 개발하여 돼지에게 급여 하였다. 
'보성녹돈'으로 전남에 기여한 공을 인정받아, 김영백 대표이사는 신개념 기능성 돈육 생산으로 연매출 850억 원을 올려 축산농가 소득 증대에 기여했다.
|            | 일반돼지 | 보성녹돈 |
| 콜레스테롤 | 100      | 90       |
| 누린내     | 100      | 87       |
| 지방       | 100      | 75       |
| 보수력     | 75.22b   | 79.14a   |
| 육즙       | 7.0a     | 7.3a     |
| 연도       | 7.0ab    | 5.8b     |
| 기호도     | 7.0a     | 7.8a     |

## 생산
보성녹돈 생산을 위해 돼지가 먹는 사료의 원료 품질 평가부터, 사료 배합, 단계별 맞춤식 급여를 관리하며 균형 잡힌 영양을 공급하여 돼지를 생산한다.
| 초기 | - 이유 후 사료 섭취량을 극대화 - 고형사료 적응 기간을 줄여 성장 극대화 |
| 중기 | - 체온 관리와 면역력 강화 관리 - 질병 예방 영양사료 급여               |
| 말기 | - 녹차 발효사료 급여 - 규격돈을 선별해 생산육의 품질을 일정하게 유지   |

## 같이 보기
- 돼지고기
- 보성군